# حول المسألة اليهودية
هو كتاب لمؤلفه كارل ماركس كتبه عام 1843، و نشر أول مرة عام 1844 في باريز تحت عنوانه الألماني Zur Judenfrage في جريدة تسمى الحوليات الألمانية الفرنسية.

## التحرير السياسي و الإنساني
الكتاب عبارة عن رد من كارل ماركس على برونو باور الذي استنكر على اليهود الألمان مطالبتهم بالتحرر بينما الشعب الألماني كله يعاني من الاستبداد. يطرح باور على اليهود ضرورة تخلصهم من يهوديتهم والإنسان بشكل عام عن الدين. ويجيبه ماركس بأن الحل لا يكمن في تخلي الناس عن الدين بل في تحرر الدولة وانعتاقها من الدين حتى إن كانت غالبية الشعب متدينة.